# SCUBA
SCUBA (Self Contained Underwater Breathing Apparatus) er udstyr til dykning med komprimeret gas (luft, nitrox eller trimix), hvor dykkeren medbringer gassen.

## Udstyr
Et typisk SCUBA-sæt består af:
- Åndemiddelkilde i form af en eller flere trykflasker.
- En lungeautomat der består af:
  - Et første-trin, der reducerer trykket fra trykflasken til 7-10 bar.
  - Et andet-trin, der leverer luften i det korrekte tryk til dykkeren.
- Et finimeter, der angiver det resterende tryk i trykflasken/-erne.

### Andet
Desuden anvender dykkeren:
- En dykkermaske.
- Et sæt svømmefødder.
- En afbalanceringsvest.
- En dykkerdragt (tør- eller våddragt).
- Et vægtbælte.

### Hjælpeinstrumenter
Hjælpeinstrumenter som:
- Dybdemåler.
- Kompas.
- Deko-computer.